# Julian Breinersdorfer
Julian Breinersdorfer (* 22. August 1979) ist ein deutscher Architekt und Stadtplaner.

## Werdegang
Julian Breinersdorfer studierte an der Technischen Universität Berlin, unter anderem bei Regine Leibinger, und an der Universität für angewandte Kunst Wien als Meisterschüler von Zaha Hadid. Im Jahr 2010 gründete er in Berlin das Architekturbüro Julian Breinersdorfer Architekten mit Schwerpunkt auf dem Bauen im Bestand. Dabei werden meistens große, unter Denkmalschutz stehende Industriegebäude und -komplexe saniert und nachverdichtet. Das Büro ist spezialisiert darauf, die historischen Massivbauten als thermischen Speicher zu verwenden und so auf Haustechnik wie Lüftungs- und Kühlungsanlagen verzichten zu können. Neben der Sanierungsplanung erstellt das Büro zeitgemäße Nutzungskonzepte für bestehende Gebäude und Areale. Seit 2024 ist Breinersdorfer Mitglied des Bundes Deutscher Architektinnen und Architekten.

## Bauwerke (Auswahl)

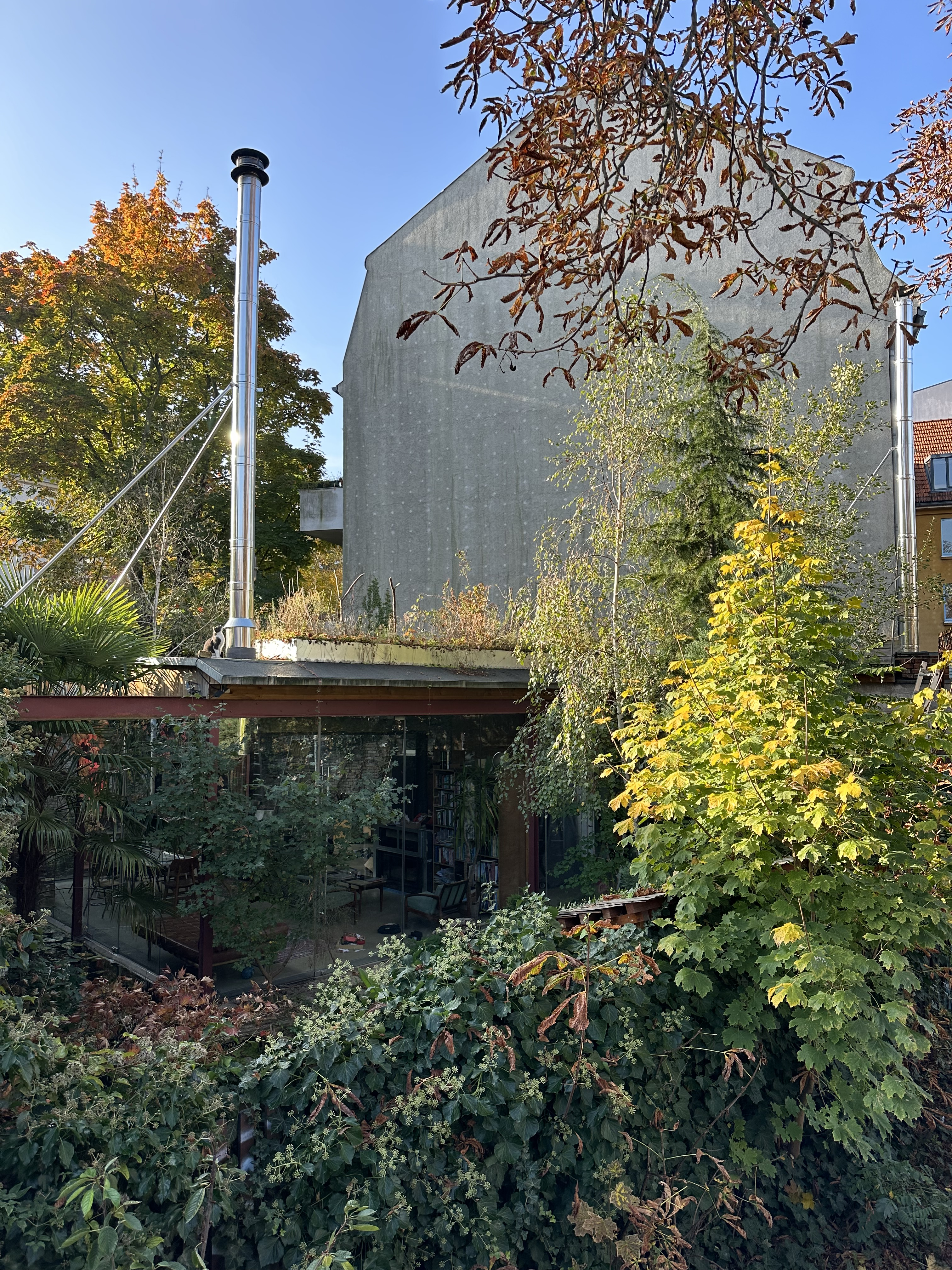
Rotes Haus

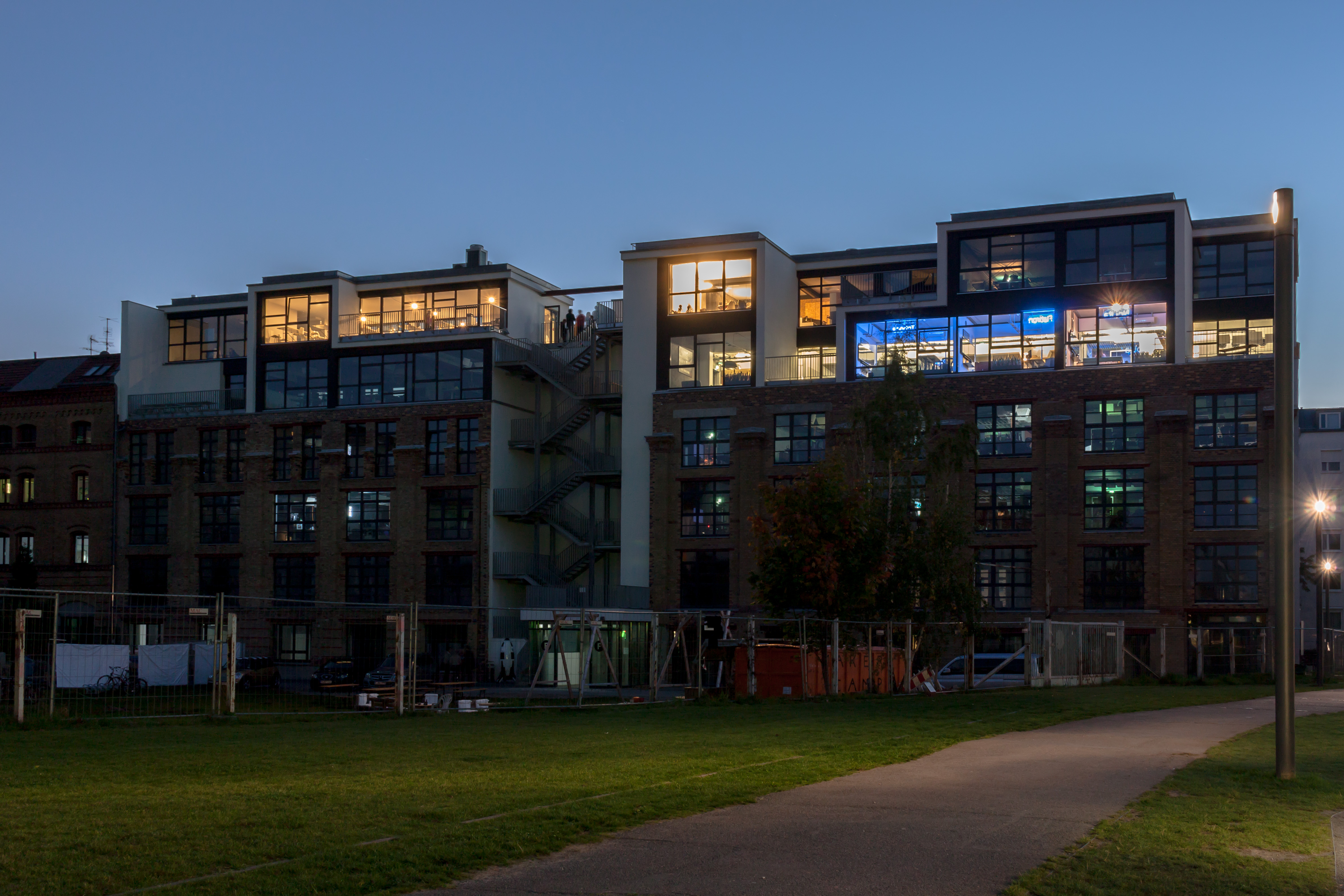
Ehem. Brauerei Oswald Berliner an der Gedenkstätte Berliner Mauer

- 2013: Factory Berlin; Sanierung, Erweiterung und Umnutzung der ehemaligen Brauerei Oswald Berliner an der Gedenkstätte Berliner Mauer in Berlin[4][5][6]
- 2014: Sanierung, Erweiterung und Umnutzung der ehemaligen Gummifabrik Tempelhofer Ufer 17 in Berlin
- seit 2015: Rotes Haus; Renaturierung des denkmalgeschützten Handwerkergrundstücks und Nutzungsänderung in ein Wohnatelier im Denkmalensemble Böhmisches Dorf Berlin[7][8][9][10][11][12]

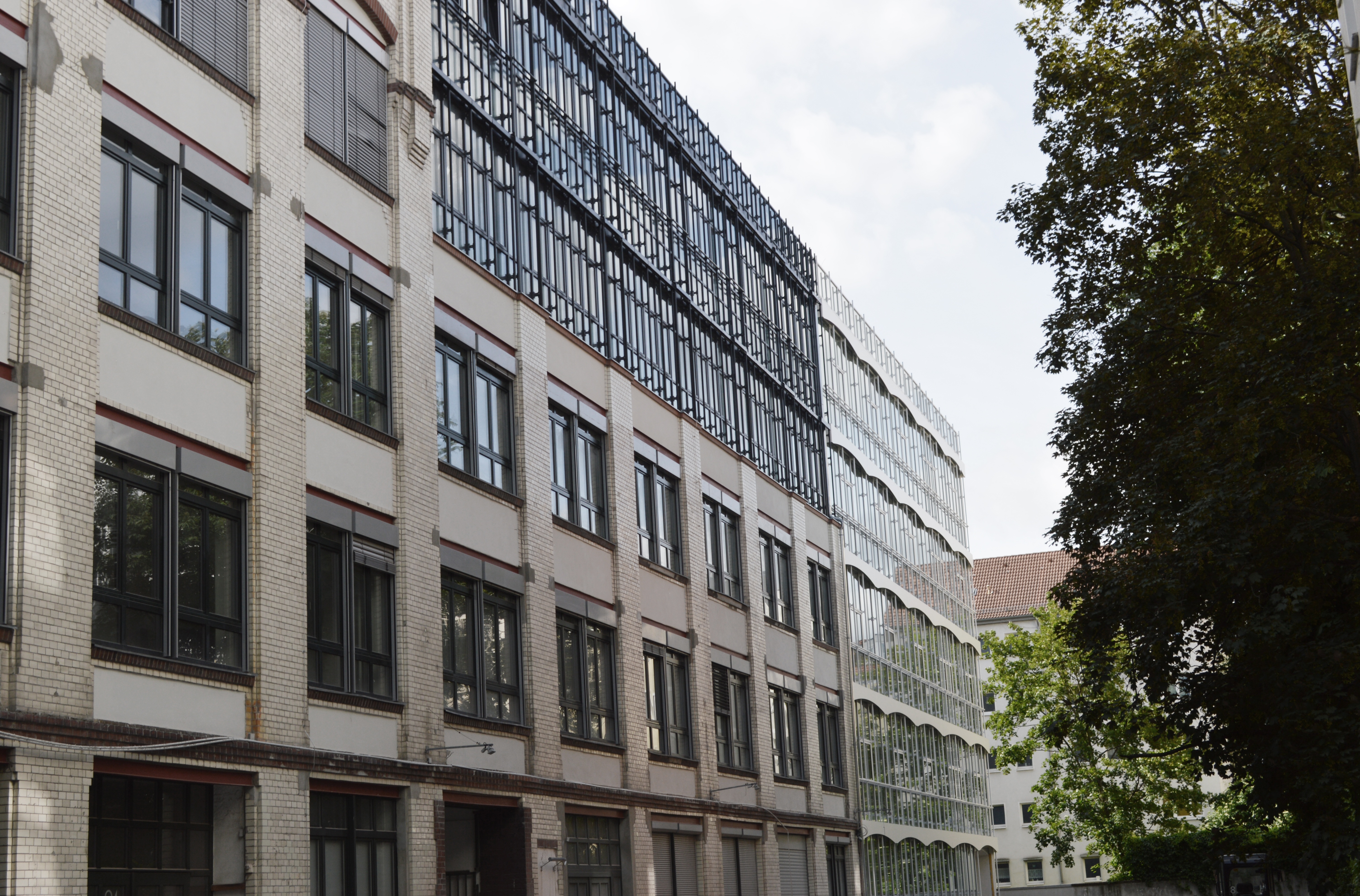
Nike-Europazentrale, Gertrudshöfe

- 2019: Nike-Europazentrale; Sanierung, Erweiterung und Umnutzung eines denkmalgeschützten Industriegebäudes[13][14][15]
- 2020: Deutsche Börse Studio; Berliner Repräsentanz im denkmalgeschützten Palais Unter den Linden in Berlin
- 2023: National Cyber Innovation Centre in Cheltenham (UK); Planung eines Innovationszentrums für den GCHQ[16]

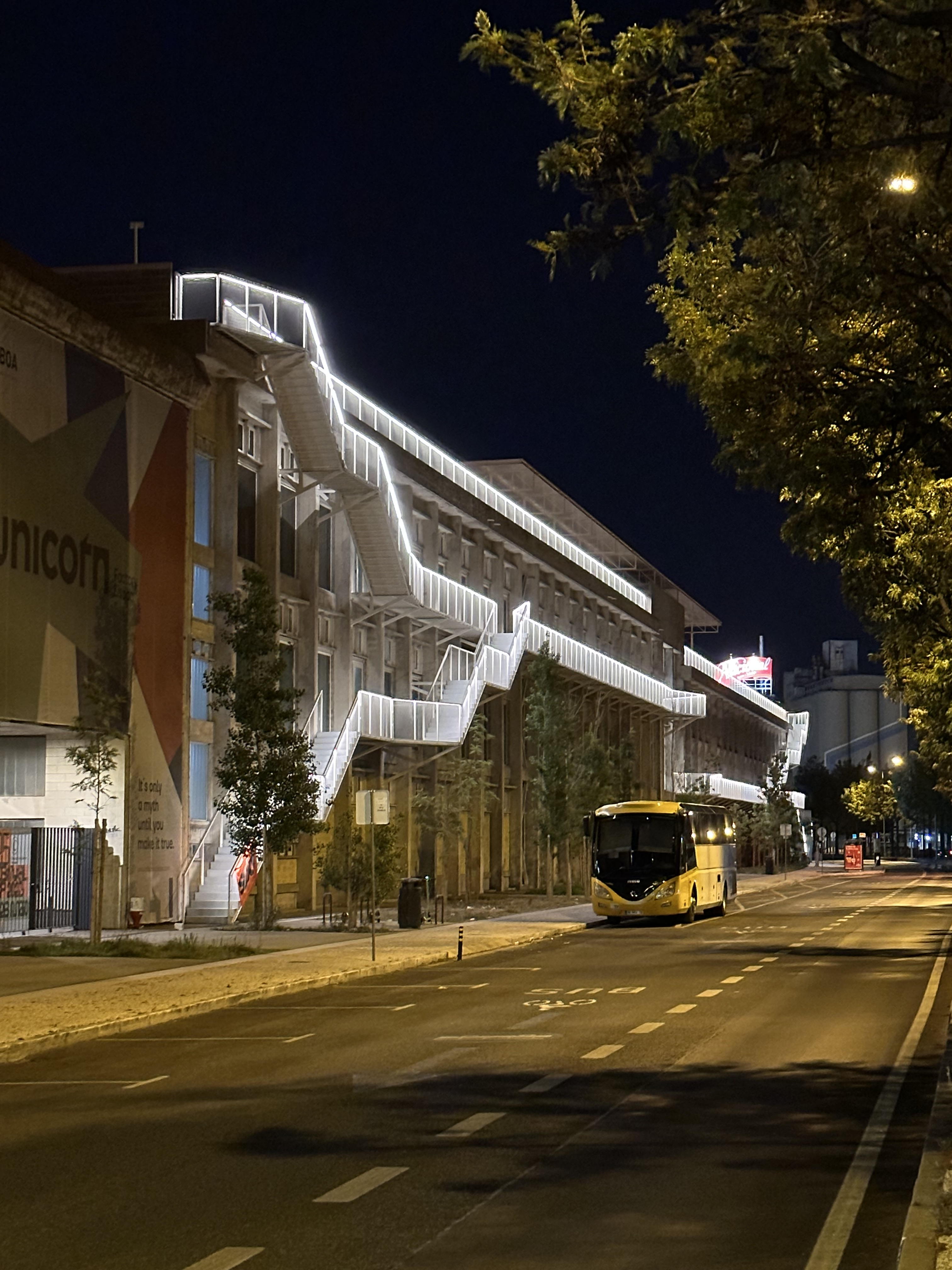
Factory Lisbon

- 2023: Factory Lisbon in Lissabon; mit Angela Maurice und José Baganha Arquitectos; Sanierung, Erweiterung und Umnutzung einer denkmalgeschützten ehemaligen Keks- und Nudelfabrik der portugiesischen Marine[17][18][19]
- 2024: sechsgeschossige Holzbau-Erweiterung einer denkmalgeschützten ehemaligen Großwäscherei, Pappelallee 76/77/78
- 2024: Sanierung, Erweiterung und Umnutzung einer denkmalgeschützten ehemaligen Pianoteile-Fabrik, Dieffenbachstraße 33
- 2024: Postbahnhof am Ostbahnhof; Sanierung, Erweiterung und Umnutzung eines denkmalgeschützten Bahnhofsareals[20]

## Preise und Auszeichnungen (Auswahl)
- 2024: Archdaily Building of the Year: Kategorie portugiesischsprachige Welt[21]
- 2024: Aufnahme in den BDA[22]
- 2024: Prémio Nacional de Reabilitação Urbana, portugiesischer Nationalpreis: Shortlist[23]
- 2024: Dezeen Award: Shortlist office building[24]
- 2024: Best Architects award: Gold[25]
- 2024: BDA-Preis Berlin: Shortlist für Nike Zentraleuropa[26]
- 2024: BDA-Preis Berlin: Shortlist für das rote Haus[27]
- 2024: Detail Readers Award: Shortlist[28]
- 2024, BIG SEE Festival Ljubljana: Grand Prix Industrial Building[29]
- 2025, DAM Preis des deutschen Architekturmuseums 2025: Architekturexport[30]